# Cmentarz wojenny w Piotrowicach (gm. Strzyżewice)
Cmentarz wojenny w Piotrowicach – cmentarz z okresu I wojny światowej znajdujący się w Gminie Strzyżewice, Powiat lubelski. Cmentarz znajduje się na zachodnim skraju wsi, przy drodze. Z obu stron zachowały się dobrze otaczające cmentarz rów i wał ziemny. Teren cmentarza porośnięty jest drzewami. 
Na cmentarzu znajduje się z 21 mogił zbiorowych i 15 pojedynczych. Zachowało się 15 podłużnych kopców .Pochowano tu 320 żołnierzy austro-węgierskich i 248 rosyjskich poległych w 1914 i 1915.